# Yapatera
Yapatera es un pueblo afroperuano del distrito de Chulucanas de la provincia de Morropón en el departamento de Piura, Perú. Se ubica cerca de la cálida ciudad de Chulucanas, famosa por sus cerámicas del mismo nombre.
El pueblo de Yapatera es el pueblo con mayor intensidad de afroperuanos descendientes de sangre negra. Consta de cerca de 10 000 campesinos de los cuales 7000 son descendientes directos de antiguos esclavos africanos que vinieron durante el virreinato para trabajar en las tierras. El pueblo yapaterano es de espíritu básicamente agricultor y conocido por la calidad de sus mangos. 
De sus habitantes, muchos declaran su origen malgache, pero también hay otros que tienen origen angoleño y mozambiqueño. Sus habitantes son grandes decimistas y recitan la conocida norteña cumanana. Esta es una especie de «décima en replana» cantada en rima y que está unida al «triste», que tiene parentesco con el mestizo yaraví arequipeño, que llegó a estas tierras desde la sierra y se «africanizó».

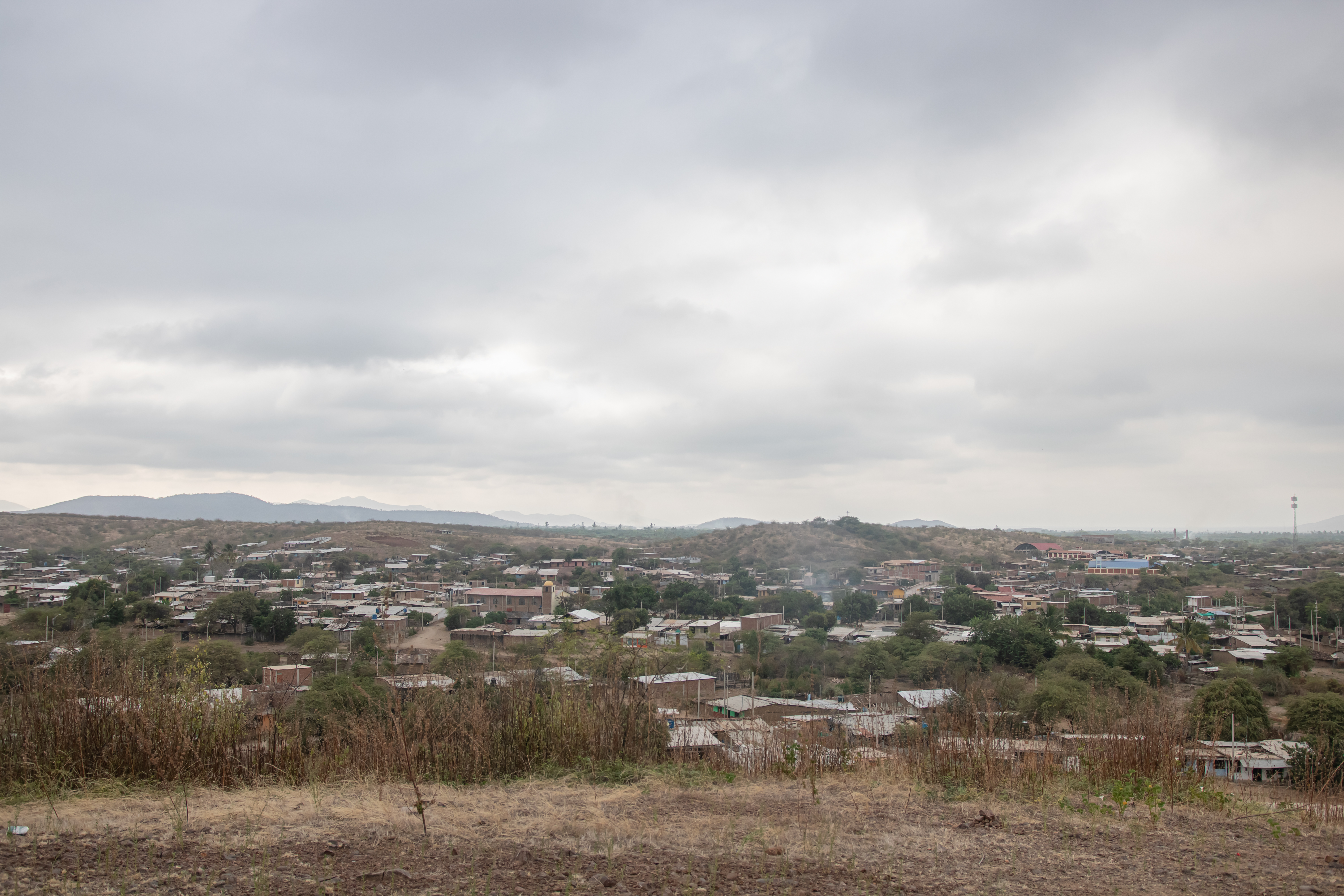
Vista panorámica del pueblo

De este pueblo provienen los mejores tocadores de checo, instrumento de repique hecho con una calabaza seca que muchas veces acompaña a los agitanados tonderos de la provincia de Morropón.

## Demografía
En el 2017, Yapatera tenía una población de 2898 habitantes, según el INEI.